# USS Barb (SS-220)
USS Barb (SS-220) — американская подводная лодка класса «Гато» времён Второй мировой войны. Названа в честь морских лучепёрых рыб рода барбусовых. Является одной из самых результативных подлодок ВМФ США за Вторую мировую войну: за семь боевых походов официально засчитано потопление 17 судов и кораблей противника с общим водоизмещением 96 628 тонн, включая японский эскортный авианосец «Унъё». Во время двенадцатого, заключительного похода, несколько членов команды «Барб» высадились на южной части побережья острова Сахалин и пустили под откос японский поезд.

## История постройки
Подводная лодка «Барб» была заложена на верфи Electric Boat Company в Гротоне 7 июня 1941 года. Спуск на воду состоялся 2 апреля 1942. Лодка была введена в строй 8 июля 1941 года, командиром был назначен коммандер-лейтенант Джон Уотерман.

## В составе ВМФ США

### Первый—пятый походы
Целями первого похода были различные задания, связанные с разведкой, непосредственно перед высадкой Союзников в Северной Африке и во время неё.
Следующие четыре похода «Барб» выполняла с базы в Шотландии, в Росните. В задачи входило противодействие морской блокаде Британских островов. Пятый поход закончился 1 июля 1943 года, и лодка направилась в Нью-Лондон, куда прибыла 24 июля.

### Шестой—десятый походы
После небольшого ремонта подлодка была перенаправлена в Тихий океан. В сентябре 1943 года она прибыла в Пёрл-Харбор.
Первой потопленной целью стало 2219-тонное грузовое судно «Фукуси-мару», торпедированное 28 марта 1944 года в море Сулу в седьмом походе.
21 мая 1944 командование подлодкой принимает коммандер-лейтенант Юджин Флаки. 17 сентября, во время девятого похода, в 220 милях к юго-востоку от Гонкогда были потоплены эскортный авианосец «Унъё» и танкер «Азуса-мару».
10 ноября 1944 года, во время десятого похода, потоплен крупный транспорт «Гококу-мару», через два дня — ещё два судна.

### Одиннадцатый поход, 19 декабря 1944 — 10 февраля 1945
19 декабря «Барб» вышла в одиннадцатый поход — патрулирование Формозского пролива. Этот поход стал самым результативным. 8 января 1945 года подлодка топит в проливе грузовые суда «Анъё-мару» (9256 тонн), «Тацуо-мару» (6892 тонны), танкер «Санъё-мару» (2854 тонны), повреждает транспорт «Мейхо-мару» и танкер «Хикосима-мару» (2854 тонны) — танкер затонул на следующий день.
23 января «Барб» зашла в мелководную бухту Намкван и торпедировала 5244-тонное судно «Тайкё-мару» с грузом боеприпасов. За эту операцию подлодка получила Благодарность Президента, а её командир Юджин Флаки был награждён Медалью Почёта.
В конце февраля подлодка прибыла к западному побережью США, до июня 1945 года проходила ремонт и переоборудование на военно-морской верфи Мар-Айленд. «Барб» получила экспериментальное вооружение — на палубе была смонтирована установка для запуска 127-мм реактивных ракет.

### Двенадцатый поход 8 июня — 2 августа 1945

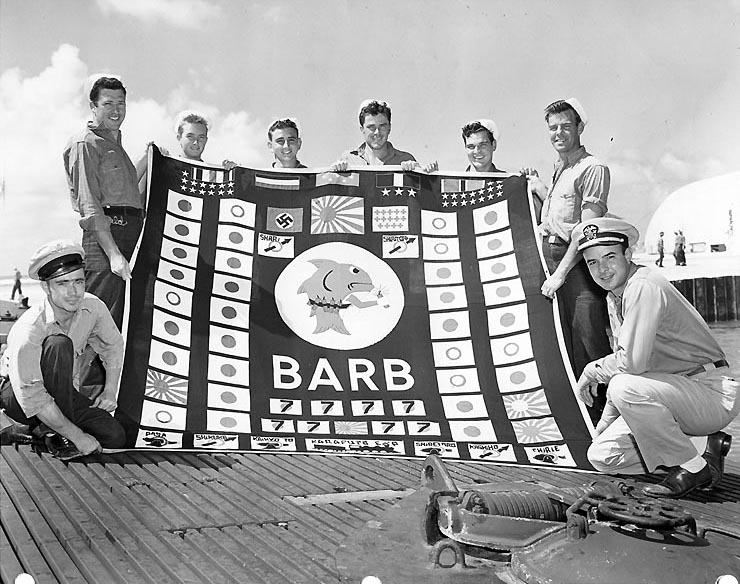
Экипаж «Барб» с боевым флагом после завершения двенадцатого похода. Август 1945 года.

В двенадцатый по счёту и последний боевой поход, начавшийся 8 июня 1945 года, подлодка вышла с дополнительным боезапасом в 100 ракет. 22 июня «Барб» всплыла у северного побережья острова Хоккайдо и выпустила двенадцать ракет по посёлку Сяри. Затем лодка отправилась на север, к южному Сахалину. В течение последующего месяца было выпущено ещё 68 ракет по различным объектам японской инфраструктуры: бумажная фабрика в городе Сисука, порт Сирутору, радио- и радарные станции, маяки.
Крупных целей для торпедной атаки, за исключением потопленного небольшого грузового судна «Саппоро-мару № 11», обнаружено не было. Из палубного орудия уничтожены несколько сампанов. 
В районе прибрежного посёлка Одасаму (ныне село Фирсово) было отмечено регулярное прохождение поездов по железной дороге, проходящей в нескольких сотнях метров от побережья. Командир подлодки принял решение провести диверсионную операцию, заминировав железнодорожные пути при помощи 25-килограммового заряда, предназначавшегося для самоуничтожения подлодки. В ночь на 23 июля на берег высадились восемь членов команды: Уильям Уолкер, Пол Сандерс, Уильям Хэтфилд, Фрэнсис Сэвер, Лоуренс Ньюлэнд, Эдвард Кинглсмит, Джеймс Ричард и Джон Маркьюзон. Они успели заложить заряд и отплыть на достаточное расстояние от берега перед тем, как появился поезд. При взрыве все 16 вагонов (12 грузовых, два пассажирских и один почтовый) сошли с рельсов, погибло 150 пассажиров. Подрыв японского поезда изображён в нижней части боевого флага «Барб».

## После Второй мировой войны
После возвращения в США «Барб» была сначала переведена в резерв 9 марта 1946 года, затем декомиссована 12 февраля 1947 года. 3 декабря 1951 года подлодка была возвращена в строй и перебазирована в Ки-Уэст на восточном побережье.
В 1954 году «Барб» прошла модернизацию по программе GUPPY и передана ВМС Италии в соответствии с актом 1949 года «о взаимопомощи в обороне». «Барб» была переименована в «Энрико Тацолли» (S 511). В 1972 году подлодка была продана на металлолом приблизительно за 100 тыс. долларов. Юджин Флаки отметил, что если бы о продаже узнала бывшая команда, то «Барб» обязательно бы выкупили и вернули в США, чтобы превратить в музей.

## Награды
- Медаль «За Азиатско-тихоокеанскую кампанию» и восемь  звёзд за службу.
- Благодарность Президента.
- Благодарность части Военно-морского флота.
- Медаль Победы во Второй мировой войне.
- Медаль «За службу национальной обороне».